# Факультет общественных наук МГУ
Факультет общественных наук (ФОН) МГУ действовал с 1919 по 1925 годы взамен упразднённых юридического и историко-филологического факультетов.

## История
Наркомпрос РСФСР 23 декабря 1918 принял постановление об упразднении юридических факультетов университетов, а 3 марта 1919 об организации в университетах факультетов общественных наук вместо юридических. Постановлением от 12 мая 1919 ФОН был создан в МГУ.
Первоначально в него входили три отделения: экономическое, политико-юридическое и историческое. В марте 1921 к ним добавились литературно-художественное и этнолого-лингвистическое отделения. Факультет находился в непосредственном подчинении Главпрофобра. Декан ФОН и его помощник назначались этим органом.
В 1924 году при ФОНе 1-го МГУ была создана Российская ассоциация научно-исследовательских институтов по общественным наукам (РАНИОН).
Постановлением СНК РСФСР от 17 мая 1925 года преобразован в два факультета, советского права и этнологический.

## Руководители

### Председатель Временного президиума
- А. М. Винавер (1919—1921)

### Деканы
- акад. В. П. Волгин (1921)
- акад. Н. М. Лукин (1921—1923)
- д.филос.н. В. К. Серёжников (1923—1925)

## Некоторые преподаватели и выпускники
- Категория:Преподаватели факультета общественных наук МГУ
- Категория:Выпускники факультета общественных наук МГУ